# Rhipocephalus
Genre
Rhipocephalus est un genre d'algues vertes de la famille des Udoteaceae.

## Description
Ce sont des algues à thalle calcifié (le carbonate de calcium représentant de 45 à 55 % environ du poids sec), au port érigé, d'une douzaine de cm de hauteur. 

## Liste d'espèces
Selon AlgaeBase (16 juin 2013), NCBI (16 juin 2013) et World Register of Marine Species (16 juin 2013) :
- Rhipocephalus oblongus (Decaisne) Kützing
- Rhipocephalus phoenix (J. Ellis & Solander) Kützing